# Văleni (gmina Meteș)
Văleni – wieś w Rumunii, w okręgu Alba, w gminie Meteș. W 2011 roku liczyła 279 mieszkańców.